# Lunetta (fortificazione)

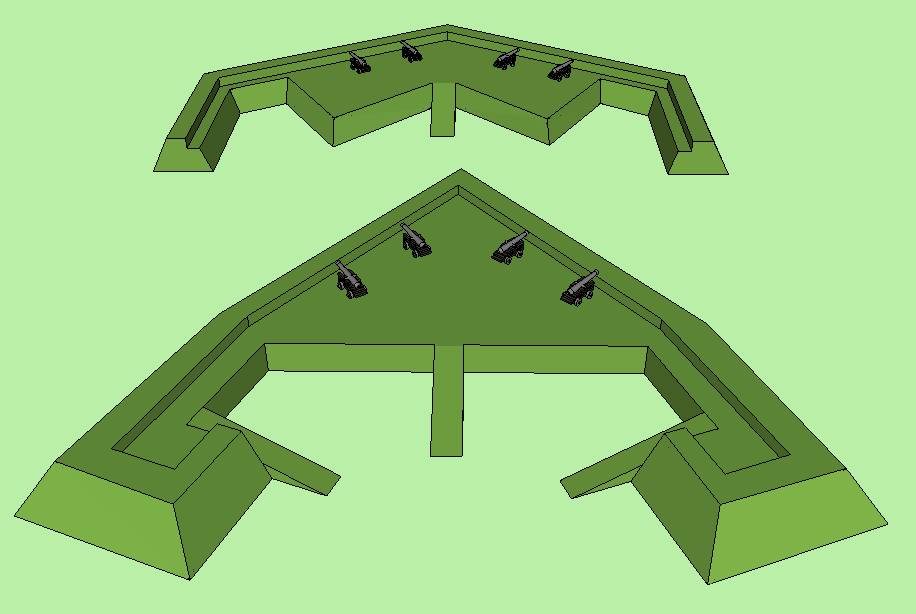
Due esempi di lunette

Nell'architettura militare rinascimentale una lunetta o mezzaluna  era originariamente un baluardo solitamente posto agli angoli di recinti o di mura fortificati dell'epoca rinascimentale.

## Storia
Inizialmente a forma di mezzaluna, da cui l'appellativo lunetta, queste strutture presero nel tempo forme sempre più geometriche nelle cosiddette fortificazioni alla moderna e, con l'aggiunta di corti fianchi, divennero delle cosiddette opere esterne in qualche modo simili a bastioni isolati costruiti per scopi difensivi e in particolar modo a difesa di città.
Le lunette erano presenti anche nelle fortificazioni dei Bastioni spagnoli di Milano che, per tipologia e modalità costruttiva, erano simili, fra gli altri, a quelli che delimitavano il quartiere spagnolo di Intramuros di Manila presso il quale esisteva, e tuttora esiste, un'area verde chiamata Luneta che deve il suo nome alla vicinanza a una "lunetta" delle mura della città. 
A Mantova la frazione Lunetta deve il suo nome all'area su cui sorge e che si trova adiacente alla Lunetta Frassino, eretta fra il 1859 e il 1860 come parte delle fortificazioni austriache della città. 
Anche la Fortezza di Castel Goffredo, dopo l'annessione del paese al Ducato di Mantova, a partire dal 1629 (abbattute a partire dal 1757), venne dotata di lunette ad opera della Serenissima a est, sud e ovest del centro abitato.
Ugualmente le lunette, in numero di nove, sono parte delle fortificazioni della città di Palmanova, ancora in buone condizioni e ben visibili nella cerchia di mura fatte erigere da Napoleone.

## Galleria d'immagini

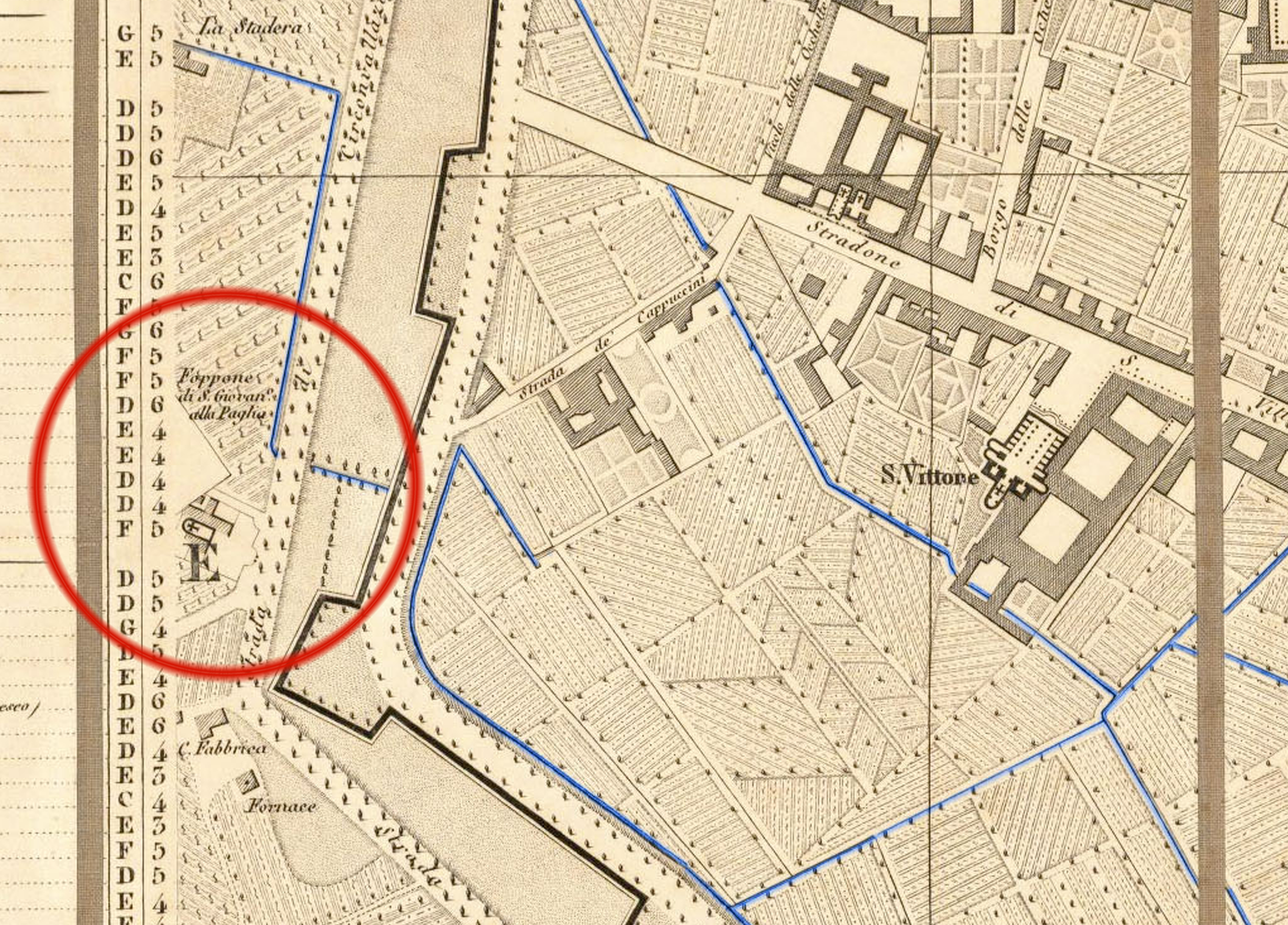
Una lunetta dei bastioni di Milano presso il Fopponino di Porta Vercellina, 1860
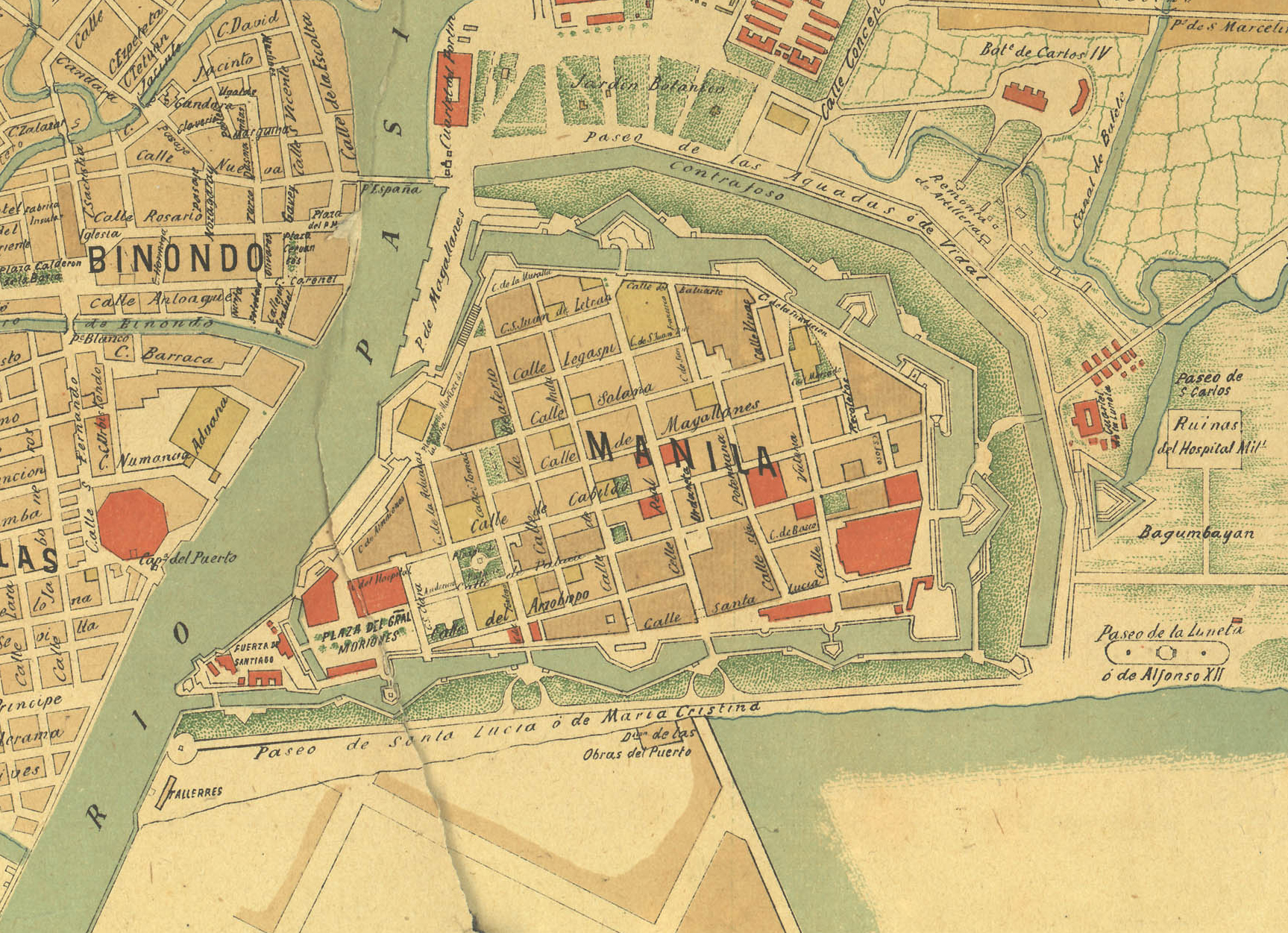
Le mura spagnole di Intramuros, Filippine: a destra in basso l'area di "Luneta" (1898)
Palmanova con le sue lunette intatte